# Cooperstown (Nova Iorque)
Cooperstown é uma vila no condado de Otsego, Nova Iorque, Estados Unidos. Está localizada na cidade de Otsego. Sua população foi estimada em 1 852 habitantes no censo de 2010.
A Village of Cooperstown é a sede de condado do condado de Otsego, Nova Iorque. A maior parte da vila fica dentro da cidade de Otsego, mas parte pertence à cidade de Middlefield.
Cooperstown é mais conhecida por abrigar o National Baseball Hall of Fame and Museum. O Farmers' Museum, o Fenimore Art Museum, Glimmerglass Festival, e a New York State Historical Association também estão baseados lá. Mais recentemente, cerca de 1 000 equipes juvenis de beisebol reúnem-se em Cooperstown a cada verão para participar em um dos maiores torneios de beisebol do país. Iniciado em 2010, Cooperstown tem atualmente um time de beisebol oficial próprio. Os Cooperstown Hawkeyes são um time da liga colegiada que jogará contra muitos outros times do nordeste dos Estados Unidos durante o verão. Eles mandarão seus jogos em casa no histórico Doubleday Field.

## História
A vila fazia parte da Cooper Patent, que o juiz William Cooper comprou em 1785 do coronel George Croghan. A propriedade possuía 40 km2. O juiz Cooper era pai do famoso autor norte-americano James Fenimore Cooper, autor dos Leatherstocking Tales, uma série de romances que inclui The Last of the Mohicans. Contrariamente à crença, a vila recebe esse nome em homenagem ao juiz William Cooper, e não a seu filho.
A Vila de Cooperstown foi criada em 1786, estabelecida pelo topógrafo William Ellison. A vila foi criada quando ainda era parte do condado de Montgomery. Foi incorporada (como "Vila de Otsego") em 3 de abril de 1807. O nome foi legalmente alterado para "Vila de Cooperstown" em 1812. Cooperstown é apenas uma das doze vilas, em Nova York ainda constituída sob uma carta, as outras vilas foram incorporadas ou reincorporadas ao abrigo do disposto na Lei das Vilas.

### Moradores famosos
Samuel Morse (inventor, pintor), Thurlow Weed (chefe político), John Adams Dix (general da Guerra Civíl e líder político), Abner Doubleday (oficial da Guerra Civil e controverso inventor do beisebol), e Samuel Nelson (juiz associado da Suprema Corte dos Estados Unidos) tinham residências de verão em Cooperstown.

### Escritores de Cooperstown
Apesar de James Fenimore Cooper ter sido um prolífico e popular escritor americano do início do século XIX, entre os escritores de Cooperstown está sua filha Susan Fenimore Cooper (autora de Rural Hours), o trineto Paul Fenimore Cooper (autor de Tal: His Marvelous Adventures with Noom-Zor-Noom), o prolífico poeta W. W. Lord, que mencionou Cooperstown em muitos de seus poemas, bem como a autora moderna Lauren Groff, que tem escrito extensamente sobre sua cidade, nomeadamente no The Monsters of Templeton, uma história que traz várias lendas de Cooperstown para a vida. Marly Youmans, uma moradora de Cooperstown, tem escrito vários poemas e breves assuntos sobre Cooperstown, incluindo o romance "Glimmerglass", que explora alguns dos mistérios da cidade.

## Geografia
Cooperstown está localizada nas coordenadas 42° 41′ 50″ N, 74° 55′ 37″ O (42.697335, -74.926913).
De acordo com o United States Census Bureau, a vila tem uma área total de 4,1 quilômetros quadrados, dos quais, 4,0 quilômetros quadrados dela são de terra e 0,1 km² (2,53%) de água.
A nascente do rio Susquehanna fica em Cooperstown, no lago Otsego. A Blackbird Bay do lago Otsego situa-se ao norte da vila.
Cooperstown está na junção das rodovias New York State Route 28 e New York State Route 80. A vila é também servida pelas County Routes 31 e 33.

## Demografia
Segundo o censo de 2000, havia 2 032 habitantes, 906 moradias, e 479 famílias residindo na vila. A densidade populacional era de 509,5 habitantes por quilômetro quadrado. Havia 1 070 unidades habitacionais em uma densidade média de 268,3 habitantes por quilômetro quadrado. A composição racial da vila era de 96,21% de brancos, 0,94% de afro-americanos, 0,10% de nativos americanos, 1,62% de asiáticos, 0,34% de outras raças, e 0,79% de duas ou mais raças. Os hispânicos ou latino-americanos de qualquer raça constituíam 2,31% da população.
Havia 906 moradias, das quais 23,2% tinham crianças com menos de 18 anos morando nelas, 41,9% eram de casais vivendo juntos, 8,7% tinham uma pessoa do sexo feminino sem marido, e 47,1% eram de não famílias.
Na vila a idade da população estava distribuída com 20,2% abaixo de 18 anos, 5,4% entre 18 e 24 anos, 24,7% entre 25 e 44 anos, 22,8% entre 45 e 64 anos e 26,9%, com 65 anos ou mais. A idade média era de 45 anos. Para cada 100 mulheres existiam 81,4 homens. Para cada 100 mulheres maiores de 18 anos, havia 76,8 homens.
A renda média para uma casa na vila era de US$ 36 992, e a renda média para uma família era de US$ 50 250. Os homens tinham uma renda média de US$ 39 625 contra US$ 20 595 para as mulheres. A renda per capita para a vila era de US$ 26 799. Cerca de 5,0% das famílias e 10,2% da população estavam abaixo da linha de pobreza, incluindo 7,5% de menores de 18 anos e 5,4% daqueles com 65 anos ou mais.

## Cooperstown atualmente
Cooperstown é mais conhecida como a casa do National Baseball Hall of Fame and Museum. De acordo com uma pesquisa realizada em 1906 pela Comissão Mills, Abner Graves atribuiu a invenção do jogo ao seu amigo falecido, Abner Doubleday. Graves afirmou que Doubleday inventou o beisebol em um pasto na vila de Cooperstown em 1839, onde atualmente localiza-se o Doubleday Field. Parte do filme A League of Their Own foi filmado em Cooperstown. Vários torneios reconhecidos nacionalmente são realizados em Cooperstown. Cooperstown Dream Park acolhe entre 96 e 104 equipes todos os verões a cada semana para as equipes dos níveis U10 até U12.
Diversas outras atrações estão espalhadas pela cidade. Entre elas estão: o Farmers' Museum, o Fenimore Art Museum, a biblioteca da New York State Historical Association (NYSHA), a Cervejaria Ommegang, e o Clark Sports Center (uma grande academia de ginástica). O Clark Sports Center é o local onde é realizado anualmente o Hall of Fame Induction.
Uma vez conhecida como a Vila dos Museus, até os anos de 1970, Cooperstown possuía o Museu do Índio (ao lado Lakefront Park), o Museu da Carruagem e do Chicote (exibindo uma coleção de classe mundial principalmente de propriedade de F. Ambrose Clark; atualmente os escritórios do Hospital Bassett na rua Elk), e o Museu da Floresta perto de Three Mile Point. Este último, inaugurado em 1962 pelos herdeiros da companhia Anheuser-Busch, foi fechado em 1974.
O internacionalmente renomado Glimmerglass Festival está intimamente associado a Cooperstown. Criado em 1975, a companhia inicialmente apresentava-se no auditório da Cooperstown High School. Em 1987, a companhia mudou-se para as terras doadas por Tom Goodyear da Cary Mede Estate, treze quilômetros ao norte da vila. Ali foi construído o aclamado Alice Busch Opera Theater, o primeiro salão específico para ópera dos Estados Unidos desde 1966.
Cooperstown foi o lar de Henry Nichols, o Eagle Scout da BSA Troop 1254 que em 1991 revelou que havia contraído o vírus da imunodeficiência humana através de transfusão de sangue. Sua saga é o tema do documentário da HBO "Eagle Scout: The Story of Henry Nicols."  Um memorial foi construído para este herói local no Cooperstown High School, onde se graduou em 1992.

## A Família Clark
A família Clark, cuja fortuna foi originada com uma meia-titularidade da patente da máquina de costura Singer, tem vivido em Cooperstown desde meados do século XIX.
As empresas Clark incluem negócios iniciados a mais de um século e meio (agora mantidos através de trusts, fundações, e assim por diante). Seu domínio é refletido pela posse de mais 40 km2 de terras não exploradas em Cooperstown e em seu entorno.
Na vila, o Otesaga, o Cooper Inn, Clark Estates, e a Clara Welch Thanksgiving Home são todas propriedades dos Clark. Além disso, os Clarks foram sócios fundadores do Baseball Hall of Fame e do Hospital Mary Imogene Bassett.
Cooperstown ainda recebe o apoio da Fundação Clark. Ela já doou bolsas de estudo, ajudou financeiramente organizações sem fins lucrativos, e serviços de vila. A família também doou terras para a construção de escolas, parques, como o Fairy Springs e o Council Rock, e, recentemente, para um campo de beisebol.
Jane Forbes Clark II, a atual herdeira da família, continuou este compromisso através da compra de terrenos estratégicos para garantir a preservação dos pontos de entrada da vila, bem como supervisionar a expansão das diferentes empresas Clark.

## Mudanças no comércio local

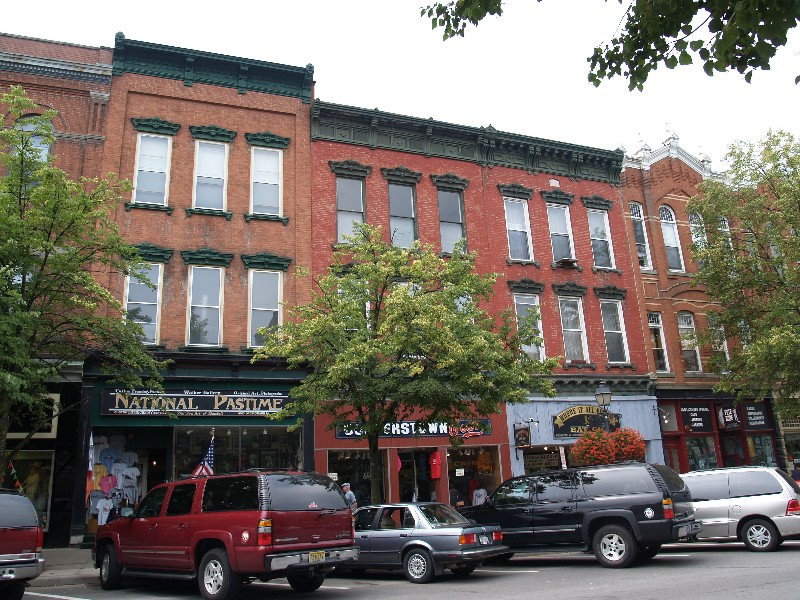
Centro histórico de Cooperstown

Superficialmente, a região central de comércio não se parece com o que costumava a ser na década de 1970. Entretanto, como muitas pequenas comunidades afetadas pelas mudanças nas preferências e o surgimento de grandes lojas, a área central de Cooperstown tem sofrido alterações significativas nas últimas décadas.
Através da década de 1970, a Main Street ainda era o local de pelo menos cinco mercearias, incluindo o Danny's Market, Pic N Pay, Victory Markets, e um A&P. A Western Auto tinha uma filial na Main Street. A J.J. Newberry tinha um prédio de dois andares. O Smalley's, originalmente um teatro, tinha uma única tela em frente a uma loja da Farm & Home. Com o seu correio, biblioteca, e o Baseball Hall of Fame, a Main Street se assemelhava a uma verdadeira praça de vila.
Hoje, a vila tem poucos serviços tradicionais destinados a seus moradores permanentes ou sazonais. Antigamente possuía cerca de meia dúzia de postos de gasolina, atualmente, a vila tem apenas dois. As mercearias tradicionais foram reduzidas a uma. As lojas como a Western Auto, McGowan's e Farm & Home foram deslocadas para uma Ace Hardware fora da vila. O Smalley's Theatre é um conjunto de lojas de recordações do beisebol, enquanto a Newberry's tornou-se uma loja de piso único, com as escadas do porão fechadas com tábuas. A maioria das lojas da Main Street atendeu ao comércio do turismo, com o beisebol, de longe, sendo o maior tipo de negócio.
Uma série de negócios são sazonais e fecham no inverno, porque a economia não se desenvolve tão bem durante os períodos fora do turismo.

## Arquitetura
Para uma vila com acesso limitado aos arquitetos profissionais, existem significativas estruturas residenciais, comerciais e religiosos, em muito bom estado de conservação.
As residências originais relacionados com a família dos fundadores Cooper, como Edgewater e Heathcote, ainda estão de pé. A Otsego Hall, a residência de James Fenimore Cooper, que se localizava no que é hoje o Cooper Park, foi perdida, juntamente com seu chalé. A casa construída para sua filha, Byberry, permanece na River Street, embora de formato modificado. Fynmere, uma grande mansão de pedra do início do século XX, erguida pelos herdeiros Cooper no extremo leste da cidade, foi projetada pelo famoso arquiteto Charles A. Platt. Mais tarde, doada à Igreja Presbiteriana como um lar para a terceira idade, o imóvel foi demolido em 1979. A casa e as construções vizinhas à propriedade Heathcote (existentes hoje), construídas para Katherine Guy Cooper (1895-1988), nora de James Fenimore Cooper III, foram criadas pelo famoso arquiteto paisagista Ellen Biddle Shipman.
As residências, empresas e propriedades relacionadas com a família Clark abundam dentro da vila. Desde a primeira casa da família em Fernleigh até a mansão georgiana de 1928 na West Hill, as propriedades estão excepcionalmente bem cuidadas. Fernleigh é uma mansão de pedra do Segundo Império projetada pelo arquiteto de Nova Jersey, James Van Dyke, e construída em 1869. O jardim original para Fernleigh, localizado ao sul da mansão, incluía uma casa para os criados e o banho turco; as duas construções já não existem mais. Em 1923, Stephen C. Clark, Sr. contratou Marcus T. Reynolds e Bryant Fleming (um professor de desenho de paisagens na Universidade Cornell) para projetarem os novos jardins para Fernleigh.
As outras mansões dos Clark - como a de Robert Sterling Clark e de seu irmão F. Ambrose Clark - foram demolidas nos últimos trinta anos. Edward Severin Clark construiu um complexo de fazendas em Fenimore Farm em 1918 (atualmente o Farmers' Museum). Sua mansão de pedra, construída em 1931, foi doada para a New York State Historical Association e hoje serve como o Fenimore Art Museum. Outras estruturas, como o Baseball Hall of Fame, Otesaga Hotel, Clark Estate Office, Kingfisher Tower, que fica no lado leste do lago Otsego, o Hospital Basset, e The Clara Welch Thanksgiving Home, exemplificam a impressionante riqueza arquitetônica de Cooperstown.
A mansão Lakelands da família Bowers, vizinha a Mohican Lodge, e suas antigas propriedades de Willowbrook (1818; atualmente o Cooper Inn) servem como outros exemplos de grandes casas erguidas por moradores ricos. A família Bowers era dona das terras que se estendiam desde a atual Bowerstown até próximo a Cherry Valley, Nova Iorque, onde o deputado John Myer Bowers construiu Lakelands em 1804. A Woodside Hall, na divisa leste da vila, foi construída por volta de 1829 por Eben B. Morehouse e posteriormente foi propriedade de várias personalidades, incluindo (em 1895) o financista Walter C. Stokes da cidade de Nova York. Seu filho, Walter Watson Stokes, foi representante no Senado pelo estado de Nova Iorque de 1933 a 1952. Antes de pertencer aos Stokes, a casa foi visitada por Martin Van Buren, o oitavo presidente dos Estados Unidos.
Os Village Offices e Cooperstown Art Association estão instalados num edifício neoclássico projetado por Ernest Flagg, famoso pelo edifício de 47 andares em Manhattan da Singer e pelo Castelo Boldt na St. Lawrence River. O edifício foi originalmente encomendado por Elizabeth Scriven Clark em 1898 como um YMCA. Robert Sterling Clark, filho de Elizabeth, doou-o à vila em 1932.
Vários prédios importantes da cidade foram projetados ou reformados pelo famoso arquiteto Frank P. Whiting, que trabalhou originalmente para Ernest Flagg. Um morador da cidade de Nova Iorque e Cooperstown, Whiting também foi um notável artista. Whiting projetou os edifícios agrícolas do Farmers' Museum e uma mansão em Leatherstocking Falls Farm (residência do falecido Dorothy Stokes Bostwick Smith Campbell). O paisagismo foi feito pela empresa Wodell & Cottrell na década de 1930. Whiting também desenhou a 56 Lake Street. A arquitetura de Cooperstown foi destaque na edição de 1923 do The White Pine Series of Architectural Monographs (Volume IX), escrito por Frank Whiting.
Em 1916, o financista William T. Hyde adquiriu Glimmerglen, uma propriedade às margens do lago, ao norte de Fenimore Farm, pertencente à família Constable. Uma incêndio destruiu completamente a casa, logo em seguida, e foi reconstruída pelo arquiteto Alfred Hopkins, que também projetou um novo complexo de construções na fazenda, o portão de entrada, e dependências diversas. A propriedade foi destaque em um anúncio da revista Country Life, no final de 1922, quando a propriedade foi posta à venda. Hyde (sem nenhuma relação com a família de Hyde Hall, em Springfield Center) criou bovinos campeões (Shropshires, Cheviots, Southdowns) em Glimmerglen Farm. A mansão e as estufas de plantas foram demolidas no final de 1960 após a sua aquisição pela família Clark. O portal de pedra, destaque na Architectural Record, existe até hoje, assim como o ancoradouro e a casa conhecida como Winter House.